# Sean Faris
Sean Hardy Faris (Houston, 25 marzo 1982) è un attore e modello statunitense, noto soprattutto per il ruolo di Dino Whitman nella serie televisiva Life as We Know It e per il ruolo di Jake Tyler nel film Never Back Down - Mai arrendersi.

## Biografia
È di origini inglesi, scozzesi, irlandesi e tedesche.
Vive a Houston fino all'età di 12 anni, per trasferirsi successivamente, insieme alla madre, a Parma, Ohio.
Frequenta una delle più importanti scuole cattoliche in America, pur non essendo cattolico, e vi si diploma con lode nel 2000. Inizia la sua carriera di attore all'età di 17 anni. Esordisce al cinema nel 2001 con un ruolo di figurante nel film Pearl Harbor di Michael Bay e, contemporaneamente, comincia ad apparire con piccoli ruoli in diverse serie televisive dirette principalmente ad un pubblico adolescente, tra le quali Undressed, Even Stevens, Smallville, One Tree Hill e Boston Public, ottenendo così la notorietà necessaria per ottenere il ruolo del protagonista nelle brevi, sfortunate serie Life as We Know It e Reunion e apparendo al cinema nella parte dell'interesse amoroso della protagonista nel film Sleepover. In seguito, Sean esce al cinema con I tuoi, i miei e i nostri dove recita nella parte di uno dei numerosi figli dei due attori protagonisti interpretati da Dennis Quaid e Rene Russo. Tra il 2008 ed il 2009, esce con due film dove interpreta un adolescente ribelle: Never Back Down - Mai arrendersi e Il coraggio di vincere. Il ruolo di Jake Tyler nel film Never Back Down (che racconta di adolescenti disadattati che trovano la loro riscossa nell'arte delle MMA), pur essendo stato un modesto successo al botteghino, ha portato fama a Sean ed è diventato un piccolo cult tra i giovani. In Forever Strong invece Sean interpreta il ruolo di Rick Penning, un giocatore di rugby dedito al consumo di droghe ed alcool che finisce in riformatorio dove entrerà poi nella squadra di rugby del carcere, nella quale imparerà cosa significa avere una morale. Il fisico avvenente dell'attore fece in modo che lo stesso anno, Faris apparisse svestito per un servizio di "Cosmopolitan" dedicato alla ricerca contro il tumore al pancreas.
Successivamente Sean prova ad allontanarsi dai ruoli adolescenziali e partecipa a due progetti sfortunati che non godono di alcun successo né di critica, né di pubblico e cioè Ghost Machine (una sorta di film d'azione fantascientifico) e The King of Fighters (basato sull'omonimo videogame e nel quale recita accanto a Maggie Q).
Nel 2010 quindi Sean fa un passo indietro e mette da parte la carriera cinematografica per apparire in tre episodi della serie televisiva The Vampire Diaries, interpretando l'ex giocatore di football Ben (tuttavia il ruolo è marginale e di poco conto e viene inoltre accreditato come una semplice "guest star" dando quindi poca importanza alla sua carriera cinematografica precedente).
Dall'anno successivo Faris decide allora di dividersi ugualmente tra cinema e televisione prendendo parte ai progetti più disparati e tornando in TV come semplice attore ospite per due episodi nella seria televisiva Leverage - Consulenze illegali oltre a partecipare ai film televisivi L'ultimo San Valentino (al fianco di Jennifer Love Hewitt) e Natale con Holly mentre al cinema escono i film di scarso successo Freerunner - Corri o muori e Stash House (al fianco di Dolph Lundgren).
Nel 2011 le sue fattezze sono usate per dare un volto al protagonista Jack Rourke del videogioco di corse Need for Speed: The Run.
Nel 2013 escono al cinema i film indipendenti Lost for Words (di produzione cinese) e Pawn (nel cui cast figura anche l'attore Forest Whitaker), mentre in home video esce il film N.Y.C. Underground, un vecchio progetto girato da Sean nel 2009 col titolo Brooklyn to Manhattan che però non venne mai distribuito all'epoca. Dallo stesso anno, inoltre, Sean ricopre un ruolo ricorrente nella serie televisiva Pretty Little Liars (dedicandosi così nuovamente ad una serie con un pubblico adolescente). Nel 2014 prende parte ad un episodio della nona stagione della serie Supernatural che aveva la funzione di backdoor pilot per una serie intitolata Supernatural: Bloodlines che però non convinse il network CW ad ordinarne ulteriori episodi.

## Filmografia

### Attore

#### Cinema
- L'undicesimo comandamento (The Brotherhood II: Young Warlocks), regia di David DeCoteau (2001)
- Twisted, regia di Greg Petusky & Johnny Wu (2001)
- Sleepover, regia di Joe Nussbaum (2004)
- I tuoi, i miei e i nostri (Yours, Mine, and Ours), regia di Raja Gosnell (2005)
- Never Back Down - Mai arrendersi (Never Back Down), regia di Jeff Wadlow (2008)
- Il coraggio di vincere (Forever Strong), regia di Ryan Little (2008)
- Manifest Destiny, regia di Benjamin Eck - cortometraggio (2008)
- Ghost Machine, regia di Chris Hartwill (2009)
- The King of Fighters, regia di Gordon Chan (2010)
- Freerunner - Corri o muori (Freerunner), regia di Lawrence Silverstein (2011)
- Stash House, regia di Eduardo Rodriguez (2012)
- The Truth in Being Right, regia di Benjamin Eck - cortometraggio (2012)
- Lost for Words, regia di Stanley J. Orzel (2013)
- Pawn, regia di David A. Armstrong (2013)
- N.Y.C. Underground, regia di Jessy Terrero (2013)
- Avouterie, regia di H.M. Coakley (2015)
- Female Fight Club, regia di Miguel A. Ferrer (2016)
- Sorprendimi! (Surprise Me!), regia di Nancy Goodman (2017)
- Gangster Land (In the Absence of Good Men), regia di Timothy Woodward Jr. (2017)
- Quella famiglia è mia (Munchausen by Internet), regia di Michael Feifer (2019)
- I Am Not for Sale: The Fight to End Human Trafficking, regia di Romane Simon (2019)
- Algorithm: Bliss, regia di Isak Borg e Dena Hysell-Cornejo (2020)
- The Bay House, regia di Bo Brinkman (2022)
- Sparkle: A Unicorn Tale, regia di Jamie Lokoff (2023)
- A Gettysburg Christmas, regia di Bo Brinkman (2023)

#### Televisione
- Undressed - serie TV, 4 episodi (2001)
- Even Stevens - serie TV, episodio 3x02 (2002)
- Maybe It's Me - serie TV, episodio 1x22 (2002)
- Smallville - serie TV, episodio 2x05 (2002)
- Eve - serie TV, episodio 1x07 (2003)
- One Tree Hill - serie TV, episodio 1x08 (2003)
- Boston Public - serie TV, episodio 4x13 (2004)
- Life as We Know It - serie TV, 13 episodi (2004-2005)
- Reunion - serie TV, 13 episodi (2005-2006)
- The Vampire Diaries – serie TV, episodi 1x12-1x13-1x14 (2010)
- L'ultimo San Valentino (The Lost Valentine), regia di Darnell Martin - film TV (2011)
- Leverage - Consulenze illegali – serie TV, episodi 4x13-4x14 (2011)
- Natale con Holly (Christmas with Holly) - regia di Allan Arkush - film TV (2012)
- Pretty Little Liars - serie TV, 15 episodi (2013-2015)
- Supernatural - serie TV, episodio 9x20 (2014)
- Veleni e bugie (Sandra's Brown's White Hot), regia di Mark Jean - film TV (2016)
- An Uncommon Grace - Un mistero da risolvere (An Uncommon Grace), regia di David Mackay - film TV (2017)
- Un romantico blackout (The Joneses Unplugged), regia di Bradford May - film TV (2017)
- Il Natale di Grace (A Veteran's Christmas), regia di Mark Jean - film TV (2018)

### Produttore
- Manifest Destiny, regia di Benjamin Eck (2008) - cortometraggio
- Freerunner - Corri o muori (Freerunner), regia di Lawrence Silverstein (2011)
- The Truth in Being Right, regia di Benjamin Eck - cortometraggio (2012)

### Doppiatore
- Need for Speed: The Run, sviluppato da EA Black Box - Jack Rourke (2011)

## Doppiatori italiani
Nelle versioni in italiano delle opere in cui ha recitato, Sean Faris è stato doppiato da:
- Gabriele Lopez in Sleepover, Reunion, Forever Strong, Natale con Holly, Supernatural, Il Natale di Grace
- David Chevalier in Never Back Down - Mai arrendersi, The Vampire Diaries, Gangster Land
- Andrea Mete in I tuoi, i miei, i nostri, L'ultimo San Valentino
- Alessandro Vanni in An Uncommon Grace - Un mistero da risolvere, Sorprendimi!
- Simone Crisari in Smallville
- Daniele Barcaroli in Boston Public
- Stefano Crescentini in Life As We Know It
- Edoardo Stoppacciaro in Freerunner - Corri o muori
- Marco Benvenuto in Leverage - Consulenze illegali
- Francesco Trifilio in Pretty Little Liars
- Alessandro Germano in Un romantico Black Out
- Fabrizio De Flaviis in Quella famiglia è mia